# 吉倉あおい
吉倉 あおい（よしくら あおい、1994年11月26日 - ） は、日本のファッションモデル、女優。神奈川県出身。スターダストプロモーション所属。
女性ファッション雑誌『mina〔ミーナ〕』や各種テレビコマーシャルへの登場などから著名。身長165センチメートル。

## 来歴
2007年の半ば頃に青山キャピタルの『ランゲージチャンネル』のテレビコマーシャルに出演。同年の暮れにはフジテレビ系のテレビドラマ『ガリレオ』に出演した。
2008年から子供向けファッション雑誌『ピチレモン』の専属モデルへ。それからrhythm zoneの『EXILE BALLAD BEST』のテレビコマーシャル、大橋卓弥の『はじまりの歌』のミュージックビデオ、NHK教育系『天才てれびくんMAX・天てれドラマ〜おれたちのバード』、MXTV系ドラマ『ここはグリーン・ウッド〜青春男子寮日誌〜』、と映像媒体での仕事を重ね、2009年にはコンバースジャパンの広告塔に就任。更に女性ファッション雑誌『mina』の専属モデルとなった。

## 出演

### 雑誌
- 『ピチレモン』（2008年7月号 - 2011年5月号、学研） - 専属モデル
- 『mina』（2009年 - 、主婦の友社） - 専属モデル

### テレビドラマ
- ガリレオ 第9話（2007年12月10日、フジテレビ）
- おれたちのバード（2008年2月18日 - 20日、NHK教育） - あさみ 役[6]
- ここはグリーン・ウッド〜青春男子寮日誌〜（2008年7月6日 - 9月28日、TOKYO MX） - 五十嵐巳夜 役
- 造花の蜜 第1話（2011年11月27日、WOWOW）
- 街占師2〜北白川晶子の事件占い〜（2012年1月11日、テレビ東京） - 女子高生 役
- クロヒョウ2 龍が如く 阿修羅編 第2話（2012年4月15日、毎日放送） - 市川静香 役
- 大奥〜誕生［有功・家光篇］ 第1話（2012年10月12日、TBS） - よつ葉 役
- 悪夢ちゃん（2012年10月13日 - 12月22日、日本テレビ） - 古藤詩都子 / 古藤菜実子 役
- 心療中-in the Room-（2013年1月12日 - 3月30日、日本テレビ） - 伊藤菜々 役
- ガリレオ 第2シーズン（2013年4月15日 - 6月24日、フジテレビ） - 上杉萌子 役
  - タガーリン 最終話（2013年6月22日）[7]
- ぴんとこな（2013年7月18日 - 9月19日、TBS） - 澤山優奈 役
- よろず占い処 陰陽屋へようこそ 第5話（2013年11月5日、関西テレビ） - 早乙女江見 役
- オトナグリム 「ジョエルとアレット〜愛についての一篇〜」（2014年3月14日、フジテレビ）
- リバースエッジ 大川端探偵社 第8話（2014年6月6日、テレビ東京） - 川島麗子 /  川島ミカ 役[8]
- 学校のカイダン（2015年1月10日 - 3月14日、日本テレビ） - 葉月エミリー 役
- 特命おばさん検事! 花村絢乃の事件ファイル4（2015年8月5日、テレビ東京） - 安川みなみ 役
- 京都人の密かな愉しみ（2016年3月19日、NHK BSプレミアム） - 女子大生のえっちゃん 役
- ふたがしら2（2016年9月 - 、WOWOW） - 吉原の遊女 役
- 大河ドラマ・おんな城主 直虎（2017年、NHK） - 桔梗 役
- ハケンのキャバ嬢・彩華 第3話（2017年10月30日 、朝日放送[注 1]） - 美久 役[9][10]
- 声ガール!（2018年4月8日 - 6月10日、朝日放送テレビ） - 落合涼子 役[11]
- 二つの祖国（2019年3月24日、テレビ東京） - 小松原玲子 役
- ナンバMG5 第9話（2022年6月15日、フジテレビ） - 近藤南三 役
- 沼オトコと沼落ちオンナのmidnight call 〜寝不足の原因は自分にある。〜 第1話（2023年8月31日、テレビ東京） - 生田友里 役
- 私をもらって 〜追憶編〜（2024年7月6日 - 8月31日、日本テレビ） - 坂元みやび 役[12]
- 無能の鷹 最終話（2024年11月29日、テレビ朝日） - 副社長 役[13]
- こんばんは、朝山家です。 第5話（2025年8月17日、朝日放送テレビ・テレビ朝日） - 衣装係・磯山 役[14]

### 映画
- すーちゃん まいちゃん さわ子さん（2013年3月2日、スールキートス） - 木庭みなみ 役
- クロユリ団地（2013年5月18日、松竹）
- スクールガール・コンプレックス-放送部篇-（2013年8月17日、SDP） - 小田カズミ 役
- ゆるせない、逢いたい（2013年11月16日、SDP） - 主演・木下はつ実 役[15]
- 新宿パンチ（2018年12月1日、AMGエンタテインメント） - 糸田ルミ 役
- ムーンライト・シャドウ（2021年9月10日、S・D・P・エレファントハウス） - 蛍 役

### インターネット配信での実写ドラマ
- 指恋〜君に贈るメッセージ〜（2013年12月4日 - 全12話、UULA） - キリコ 役
- ハケンのキャバ嬢・彩華 第3話（2017年10月23日、AbemaTV[注 1]）
- 楽天オーネット×関西テレビ スペシャルWEBドラマ「どうせ、運命の恋」（2019年） - 主演 佐藤楓 役[16]

### その他テレビ番組
- 怪生伝（2013年12月20日、フジテレビ） - 傘娘 役
  - （2014年4月26日 - 6月14日）
- バイキング（2014年4月7日[17] - 2015年3月23日、フジテレビ） - 月曜レギュラー
- 朝だ!生です旅サラダ（2016年4月2日 - 2018年3月、朝日放送） - 第6期、第7期、旅サラダガールズ

### CM
- 日本毛織（2007年 - ）
- 青山キャピタル 「ランゲージチャンネル」（2007年6月9日 - ）
- エイベックス・マーケティング EXILE BALLAD BEST（2008年12月 - ）
- 首都高速道路 「首都高で行こう!」（2009年3月 - ）
- エステー ムシューダ（2009年9月 - ） - ツカサ 役
- アサヒフードアンドヘルスケア ミンティア（2010年3月 - ） - MINTIAガールズ
- SEMPIO フッチョ黒酢（2012年4月 - ）
- オンワード樫山 any SiS（2014年8月 - ）[18]
- 日産自動車 「The MAGICAL TUNNEL 日産DAYZ 技術」篇（2015年10月23日 - ）[19][20]

### 広告
- コンバースジャパン CONVERSEイメージキャラクター（2009年）
- 尾崎商事 MICHEL KLEIN Scolaire（2009年 - ）
- フィンエアー 「オーロラキャンペーン」（2012年9月 - 2013年4月）
- オリエント時計 io（2013年）

### PV
- 大橋卓弥 「はじまりの歌」（2008年2月6日）
- S.R.S 「Sometimes」（2009年5月20日）
- GReeeeN 「恋文〜ラブレター〜」（2011年11月16日）
- 山崎まさよし 「星空ギター」（2012年11月28日）
- BOYFRIEND 「Pinky Santa」（2013年11月20日） - 雪子 役[21]
- 南壽あさ子 「かたむすび」（2015年6月10日）

### 書誌
- 有島武郎、芥川龍之介他 「愛」（2009年9月28日、SDP Bunko） - 表紙＋巻頭グラビア
- 市川拓司 「ねえ、委員長」（2012年3月9日、幻冬舎） - 表紙